# 2019冠状病毒病疫情对电子游戏产业的影响
2019冠狀病毒病疫情對电子游戏产业造成的显著的影響。電子遊戲產業因各種原因受疫情影響，其中最常見的原因是對來往中國或其他地方旅行的擔憂，或者與中國的製造流程放緩有關。這些又衍生了其他對於遊戲產業的不良影響問題。

## 概述
與受大流行嚴重影響的許多其他經濟部門相比，電子遊戲業通常對流感大流行具有更大的抵禦能力。大多數電子遊戲開發商、發行商和營運商能夠與在家工作的員工保持运营，以維持遊戲開發和數位發行。此外，由於全球許多人無法在家工作，因此大流行期間，在線遊戲玩家數量創下紀錄，這是一種應對社會疏離的流行活動，這有助於增加許多公司的收入。牛津大學互聯網研究所安德魯·普西比斯基教授表示：「在一個日常生活有如此多限制的時期，人們正在轉向遊戲，來滿足一些基本的心理需求」。
仍然對行業產生負面影響，尤其是像E3 2020這樣的重大貿易事件被取消或推遲，這可能會影響較小的開發商和發行商之間的關係。此外，許多電子競技聯盟不得不改變比賽計劃，從現場比賽過渡到遠程比賽或完全取消比賽。
最後，預計大流行的起源地中國復工的進度緩慢，也將影響到今年的電子供應鏈，一旦大流行放鬆，這可能會限制硬件的可用性。這可能會影響微軟和索尼在下半年發布其下一代遊戲機Xbox Series X和PlayStation 5的計劃。

## 活动
- 原计划于2020年2月6-9日举办的台北游戏展先宣布延期到6月举办，但是最终於3月宣布取消该年度的展会。
- PAX East 2020在2月27日-3月1日于波士顿举办，受疫情影响，包括索尼互动娱乐、史克威尔艾尼克斯、EA、卡普空、CD Projekt、PUBG公司等多家参展厂商取消了该次参展。
- 游戏开发者大会原计划于2020年3月举办。受疫情影响，多家参展厂商取消参展计划，之后游戏开发者大会的主办方宣布会议延期到2020年晚些时候举办。受其延期影响，游戏开发者选择奖和独立游戏节的颁奖改为线上发布。
- E3游戏展受疫情影响决定取消2020年的展会，并计划改为线上发布会，之后又取消计划的线上发布会。
- 第16届英国学院游戏奖（英语：16th British Academy Games Awards）取消颁奖典礼，改为在线直播颁奖。

## 游戏软件
2020
- 2月6日，《天外世界》的发行方Private Division宣布本作的任天堂Switch版本由于移植方维塔士在中国受到疫情影响，Switch版本的发售日将从3月6日延后到6月5日。[5][6]
- 《宝可梦GO》、《哈利波特：巫师联盟》的遊戲的2020年3月社群日延期。

- 受疫情影响，欧美地区的《最终幻想VII 重制版》实体版会提前发货[7]。

- 索尼互动娱乐于4月2日宣布，《漫威钢铁侠VR》将无限延期[8]。而《最后生还者 第II章》將會延期至2020年6月19日發售。

- 日本遊戲分級機構計算機娛樂分級組織（CERO）被迫從4月初至5月7日關閉運營，並在重新開放後實施了適當的控制措施，以減少工作時間，這預計將延遲日本的某些發行，因為他們零售版遊戲等待分級。

2021
2021年日本遊樂博覽會(JAEPO) 於2020年10月1日宣布取消。

## 游戏硬件
- 由于隔离使得在家做运动的需求增加，《健身环大冒险》在亚洲市场全面缺货，被炒至高价[9]。（但未對此進行相關禁令或限制）
- 索尼互动娱乐原计划在2月的游戏开发者大会上公布PlayStation 5的硬件信息，但由于该会议受疫情影响延后举办，使得索尼最终在3月18日才公布原计划的新主机相关资料。[10]

## 公司
- 3月13日，任天堂北美位于华盛顿州雷蒙德总部的一名员工接受新冠病毒测试呈阳性，任天堂随后允许在华盛顿州和加利福尼亚州的员工在家办公。[11]3月17日，任天堂关闭了位于纽约的旗舰零售店任天堂纽约。3月24日，任天堂北美宣布因疫情关闭在美国的维修中心。[12]
- 3月16日，波兰游戏开发商CD Projekt发布公告称公司已全部转为远程办公，并且原定于9月发售《赛博朋克2077》的计划不会改变。[13]
- 3月31日，日本游戏开发公司小岛制作宣布公司的一名雇员感染了新冠病毒，公司已清洁消毒，所有员工改为在家办公。[14]
- 4月8日，日本游戏公司史克威尔艾尼克斯通报公司在东京总部的一名员工感染了新冠病毒，所有员工已改为在家办公。[15]

## 影響
由於需要留在家中以避免感染，許多遊戲玩家蜂擁至在線遊戲，以替代他們會錯過的社交互動。《集合啦！動物森友會》受到了特別的爆炸性歡迎，世界各地的人們都在轉向遊戲的日常娛樂活動和社交功能，以替代大流行打亂的常態。但是這也造成不少遊戲構成相關不良影響，例如不當炒賣遊戲機價格，或者對於遊戲進行不正當交易（交易遊戲道具、舞弊工具）等。

## 人物
- 裏克·梅
- 約翰·何頓·康威